# Чернишевська (станція метро)
59°40′56″ пн. ш. 30°21′35″ сх. д. / 59.68222° пн. ш. 30.35972° сх. д.
Чернишевська (рос. Чернышевская) — станція Кіровсько-Виборзької лінії Петербурзького метрополітену, розташована між станціями «Площа Повстання» і «Площа Леніна».
Станція відкрита 1 вересня 1958 на діючій дистанції другої черги метрополітену «Площа Повстання» - «Площа Леніна».
Назва пов'язана з близькістю проспекту Чернишевського. У проекті станція мала назву «Кірочна».
25 жовтня 2022 року станція була закрита на капітальний ремонт вестибюля та похилого ходу.
Під час реконструкції кількість ескалаторів було збільшено з 3 до 4

Відкрита станція в травні 2024 року.

## Технічна характеристика
Конструкція станції — пілонна трисклепінна з укороченим центральним залом (глибина закладення — 67 м). 
Діаметр станційних тунелів було зменшено з 9,5 м до 8,5 м вперше на цій станції. Спочатку проектувалася як «горизонтальний ліфт» . Похилий хід починається з північного торця станції. Ескалатори є одними з найдовших (висота підйому не менше 65,8 м, довжина похилої частини 131,6 м, 755 сходів, кожен поручень — петля довжиною 290 м).

## Вестибулі і пересадки
Вихід у місто на проспект Чернишевського, до Кірочної і Фурштатської вулиць.

## Оздоблення
Наземний вестибюль є високим п'ятигранніком з величезним вітражем на головному фасаді. Павільйон прикрашений рельєфом із портретом Н. Г. Чернишевського.
Темою оздоблення станції в конкурсі проектів була діяльність російських революційних демократів. Конкурс проектів збігся з появою у пресі постанови «Про усунення надмірностей у проектуванні та будівництві» від 4 листопада 1955 року народження, звідси головною прикрасою є сріблясті вентиляційні решітки на пілонах та сірий мармур. Колійні стіни були нехитро укладені білою кахельною плиткою, яку замінили новою у 2004 році. На станції застосовано закарнизне освітлення.

## Ресурси Інтернету
- «Чернишевська» на metro.vpeterburge.ru [Архівовано 22 лютого 2014 у Wayback Machine.](рос.)
- «Чернишевська» на ometro.net(рос.)
- «Чернишевська» на форуме metro.nwd.ru [Архівовано 4 березня 2016 у Wayback Machine.](рос.)
- Санкт-Петербург. Петроград. Ленінград: Енциклопедичний довідник. «Чернишевська»(рос.)

1. ↑  З 25 жовтня станцію метро "Чернишевська" закриють на реконструкцію.
2. ↑  В Москве — стройка МЦД-3, в Петербурге — закрывают «Чернышевскую»: изменения маршрутов и там, и тут | TR.ru — Транспорт в России